# ドイツマルク
ドイツマルク（独: Deutsche Mark, DM, DEM  発音）は、1948年6月20日から1998年12月31日までのドイツ連邦共和国（1990年のドイツ再統一までは西ドイツ、それ以降はドイツ）の法定通貨である。単にマルクとも呼ばれる。
名称は、貨幣に刻印（ドイツ語でこれをマルクという）があることに由来する。補助単位はペニヒ (Pfennig  発音) で、1ドイツマルク＝100ペニヒ。
ライヒスマルクに代わって導入され、1999年1月1日のユーロ導入により廃止された。1ユーロは1.95583ドイツマルクと等価とされた。ドイツマルクの硬貨と紙幣は2002年に市中から回収され、現在は市中では直接使用できないが、ユーロへの交換はドイツ連邦銀行によって永久保証されている。

## 歴史
マルクは、1871年にドイツ帝国が統一されて以来、ドイツの公式通貨だった。ワイマール共和国時代の1920年代初頭に、マルクはハイパーインフレーションを経験したが、ドイツマルクは西ドイツへと続く統一ドイツの経済力および安定の象徴となった。一方、ドイツ民主共和国（東ドイツ）では東ドイツマルク（オストマルク）が使用された。 
ドイツマルクは、1948年に第二次世界大戦後の東西ドイツの分割が恒久的なものと考えられた後、西側勢力によって導入された。それは、西ドイツをインフレーションから救うためであったが、東ベルリンのソビエト連邦政府当局の怒りを呼び、1949年のベルリン封鎖に結びついた。
西ドイツが戦後復興を遂げて経済大国となり、アメリカ合衆国ドル・日本円とともに、国際通貨や特別引出権として流通していた。またドイツの歴史経験から、インフレーションを警戒するドイツ国民が、ドイツ連邦政府とドイツ連邦銀行の慎重な財政・通貨政策を支持しており、そのことへの世界からの信頼から、経済規模では日本を下回っていたにもかかわらず、準備通貨としての被保有高は、米ドルに次ぐ2位であった。日本円とともに、戦後米ドルに対する価値が上昇した数少ない通貨の一つである。
こうした通貨政策によりドイツマルクは東欧諸国の基軸通貨となり、東ドイツを始めとした社会主義国でも当局の監視をかいくぐりながら第二の通貨として流通・貯蓄されていた。東欧革命後は自国通貨をドイツマルクとの固定相場制にする国が増え、1997年にはブルガリアのレフが、1998年にはボスニア・ヘルツェゴビナの兌換マルクが、ともにドイツマルクとの固定相場制とされた。また、1999年にはモンテネグロとコソボ（当時は国際連合の任務であった）がドイツマルクを自国通貨として採用した。これらの地位は全てユーロに引き継がれている。

## 硬貨
硬貨は1・2・5・10・50ペニヒと1・2・5マルクの8種類が発行されていた。硬貨の材質は、1ペニヒと2ペニヒが銅メッキ鋼鉄、5ペニヒと10ペニヒが黄銅メッキ鋼鉄、50ペニヒ以上が白銅となっていた。

## 紙幣
ドイツマルクの紙幣はドイツ連邦銀行が発行していた。紙幣は5・10・20・50・100・200・500・1,000マルクの8種類。このうち市中で広く流通していたのは10マルク - 100マルク紙幣であり、現金流通のほとんどが100マルク紙幣で占められていた。
現在ドイツ連邦銀行でのユーロとの交換が保証されている紙幣は以下の通りである。
| 額面 | サイズ      | デザイン                                                         | デザイン                           | 日付         | 日付           | 日付                    |
| 額面 | サイズ      | 表                                                               | 裏                                 | 印刷開始     | 流通開始       | 流通停止                |
| ---- | ----------- | ---------------------------------------------------------------- | ---------------------------------- | ------------ | -------------- | ----------------------- |
| 5    | 120 × 60 mm | 『若いヴェネツィアの女性の肖像』                                 | オークの枝                         | 1960年1月2日 | 1963年5月6日   | 1995年6月（現在も有効） |
| 10   | 130 × 65 mm | 『髭のない若い男性の肖像』（アルブレヒト・デューラー画）         | 帆船ゴルヒ・フォック               | 1960年1月2日 | 1963年12月21日 | 1995年6月（現在も有効） |
| 20   | 140 × 70 mm | エルスベート・トゥーハー                                         | バイオリンとクラリネット           | 1960年1月2日 | 1961年2月10日  | 1995年6月（現在も有効） |
| 50   | 150 × 75 mm | ハンス・ウアミラー                                               | ホルステン門                       | 1960年1月2日 | 1962年6月18日  | 1995年6月（現在も有効） |
| 100  | 160 × 80 mm | ゼバスティアン・ミュンスター                                     | 両翼を広げた鷲（ライヒスアドラー） | 1960年1月2日 | 1962年2月26日  | 1995年6月（現在も有効） |
| 500  | 170 × 85 mm | 『髭のない男性の肖像』（ハンス・マーラー・ツー・シュヴァーツ画） | エルツ城                           | 1960年1月2日 | 1965年4月26日  | 1995年6月（現在も有効） |
| 1000 | 180 × 90 mm | ヨハネス・シェーナー（諸説あり）                                 | リンブルク大聖堂                   | 1960年1月2日 | 1964年7月27日  | 1995年6月（現在も有効） |

| 額面        | サイズ      | デザイン                                       | デザイン                           | 日付         | 日付           | 日付                       |
| 額面        | サイズ      | 表                                             | 裏                                 | 印刷開始     | 流通開始       | 流通停止                   |
| ----------- | ----------- | ---------------------------------------------- | ---------------------------------- | ------------ | -------------- | -------------------------- |
| 5           | 122 × 62 mm | ベッティーナ・フォン・アルニム、詩人           | ブランデンブルク門                 | 1991年8月1日 | 1992年10月27日 | 2002年3月1日（現在も有効） |
| 10          | 130 × 65 mm | カール・フリードリヒ・ガウス、数学者           | 六分儀                             | 1989年6月2日 | 1991年4月16日  | 2002年3月1日（現在も有効） |
| 20          | 138 × 68 mm | アネッテ・フォン・ドロステ＝ヒュルスホフ、詩人 | 羽ペンとブナの木                   | 1991年8月1日 | 1992年3月20日  | 2002年3月1日（現在も有効） |
| 50          | 146 × 71 mm | バルタザール・ノイマン、建築家                 | ヴュルツブルクの司教館             | 1989年6月2日 | 1991年9月30日  | 2002年3月1日（現在も有効） |
| 50(改訂版)  | 146 × 71 mm | バルタザール・ノイマン、建築家                 | ヴュルツブルクの司教館             | 1996年1月2日 | 1998年2月2日   | 2002年3月1日（現在も有効） |
| 100         | 154 × 74 mm | クララ・シューマン、ピアニスト・作曲家         | ピアノ                             | 1989年6月2日 | 1991年9月30日  | 2002年3月1日（現在も有効） |
| 100(改訂版) | 154 × 74 mm | クララ・シューマン、ピアニスト・作曲家         | ピアノ                             | 1996年1月2日 | 1997年8月1日   | 2002年3月1日（現在も有効） |
| 200         | 162 × 77 mm | パウル・エールリヒ、細菌学者                   | 顕微鏡                             | 1989年6月2日 | 1991年9月30日  | 2002年3月1日（現在も有効） |
| 200(改訂版) | 162 × 77 mm | パウル・エールリヒ、細菌学者                   | 顕微鏡                             | 1996年1月2日 | 1997年8月1日   | 2002年3月1日（現在も有効） |
| 500         | 170 × 80 mm | マリア・ジビーラ・メーリアン、画家             | タンポポ                           | 1991年8月1日 | 1992年10月27日 | 2002年3月1日（現在も有効） |
| 1,000       | 178 × 83 mm | グリム兄弟、言語学者・童話作家                 | ドイツ語の辞書とベルリン王立図書館 | 1991年8月1日 | 1992年10月27日 | 2002年3月1日（現在も有効） |

## 為替レート

対ドル為替レート（1989年 - 1998年）

対円為替レート（1989年 - 1998年）

## 記号の符号位置
| 記号 | Unicode | JIS X 0213 | 文字参照         | 名称              |
| ---- | ------- | ---------- | ---------------- | ----------------- |
| ₰    | U+20B0  | -          | &#x20B0; &#8368; | GERMAN PENNY SIGN |
| ℳ    | U+2133  | -          | &#x2133; &#8499; | SCRIPT CAPITAL M  |